# テノヒラサイズ
テノヒラサイズは、日本の劇団である。

## 概要
オカモト國ヒコ（かつてエビス堂大交響楽団を主宰娯楽園プロデュースというユニットで活動）を主宰として、結成された。

2008年11月（公式ブログ発足）時点のメンバーはオカモトと関西の6人の役者であり、同年12月に木内義一の加入が決定した。
色違いのツナギ衣装を特徴としており、初期は90分ぴったりの上演時間を特徴としていた。

## メンバー
| 名前           |    | 生年月日   | 所属事務所           | 備考                                           |
| -------------- | -- | ---------- | -------------------- | ---------------------------------------------- |
| オカモト國ヒコ | 男 | 1974/02/02 | ライターズカンパニー | 主宰・座付作家・演出家                         |
| あだち理絵子   | 女 | 1974/12/18 | 松竹芸能             |                                                |
| 井之上チャル   | 男 | 1975/09/19 | ライターズカンパニー | 立身出世劇場出身。                             |
| 川添公二       | 男 | 1974/07/03 | ライターズカンパニー |                                                |
| 湯浅崇         | 男 | 1975/08/02 | ライターズカンパニー |                                                |
| 松木賢三       | 男 | 1974/04/09 | ライターズカンパニー | 2014年6月加入                                  |
| 木内義一       | 男 | 1973/10/28 | ライターズカンパニー | 2008年12月加入、2025年7月7日退団               |
| 田所草子       | 女 | 1975/01/07 | ライターズカンパニー | 2025年7月7日退団                               |
| 小山裕暉       | 男 |            |                      | 演出助手兼制作 2014年6月加入、2025年7月7日退団 |
| 上野みどり     | 女 | 1988/12/28 | ライターズカンパニー | 2014年6月加入、2017年12月寿退団                |
| 中村なる美     | 女 | 1975/03/31 |                      | 2010年10月退団。劇団☆新感線出身。              |

## 公演
1. 「テノヒラサイズの人生大車輪」（2009年2月20日-22日、SoapOperaClassics杮落とし公演）
2. 「テノヒラサイズの致命的な欠陥」（2009年7月21日-26日、SoapOperaClassics）
3. 「一口サイズのテノヒラサイズ」（2009年12月18日-23日、シアトリカル應典院（應典院）） ※短編オムニバス公演
4. 「テノヒラサイズの飴と鞭と罪と罰(A)(B)」（2010年4月17日-18日、大阪歴史博物館 講堂(A)／4月23日-25日、SoapOperaClassics(B)）
5. 「テノヒラサイズの人生大車輪」（2010年9月14日-15日、HEP HALL／9月22日-26日、池袋小劇場） ※1.の再演、第22回池袋演劇祭参加作品（優秀賞[7]）
6. 「テノヒラサイズの致命的誤謬」（2011年3月9日-13日、下北沢駅前劇場[8]／4月1日-3日、HEP HALL）
7. 「テノヒラサイズの人生大車輪」（2011年9月10日-12日、HEP HALL／9月17日-19日、南大塚ホール） ※1.5.の再演（池袋演劇祭2010優秀賞受賞に伴う拡散公演）
8. 「泥の子と狭い家の物語」（2012年9月7日-9日、ロクソドンタブラック）
9. 「テノヒラサイズの飴と鞭と罪と罰」（2012年11月6日-12日、武蔵野芸能劇場 小劇場） ※4.の再演
10. 「不老不死セレブレイション」湯浅崇初脚本&演出作品（2013年11月15日-17日、世界館）
11. 「それでも世界には俺がいた方がいい」脚本・演出：オカモト國ヒコ/湯浅崇／野村侑志（オパンポン創造社）　(2014年12月2日-7日、道頓堀角座)
12. 「7人のテノヒラサイズ」脚本・演出：野村有志（オパンポン創造社）（2015年4月3日-6日、SPACE9）
13. 「老人と怪物」脚本・演出：オカモト國ヒコ（2015年10月2日-5日、SPACE9）
14. 「テノヒラサイズの人生大車輪」（2015年12月22日-27日、シアターグリーン BASE THEATER） ※1.5.7.の再演
15. 「テノヒラサイズの人生大車輪」（2016年3月31日-4月2日、HEP HALL） ※1.5.7.14の再演
16. 「大豆の丸みに心打たれて生きろ」脚本・演出：湯浅崇（2017年3月31日-4月2日、HEP HALL）
17. 「優しい犯罪者」脚本・演出：湯浅崇（2018年10月26日-28日、HEP HALL）　※テノヒラサイズ10周年記念公演
18. 「憧れのデコラティブライフ」脚本・演出：湯浅崇（2019年10月25日-27日、HEP HALL）
19. 「春の遺伝子」脚本：河合穂高・演出：小山裕暉（2023年10月20日-22日、in→dependent theatre 2nd）
20. 「止まれない12人」脚本・演出：後藤ひろひと（2025年3月27日 - 30日、ABCホール）

## 出演
1. 「テノヒラサイズの天国と地獄」（2009年7月11日-12日、SoapOperaClassics）※30分の短編作　アメリカ村 芝居バトルフェスティバル　G-1　GP参加作品。この作品で参加8劇団の中で優勝を果たした。
2. 「テノヒラサイズの吸血鬼」(2010年5月2日、ABCホール)※20分の短編作　「中之島春の文化祭2010」　参加作品。
3. 「テノヒラサイズの吸血鬼」（2011年11月18日,19日,21日、シアトリカル應典院）※2の再演。「LINX'S-03-」での上演。
4. 「テノヒラサイズの天国と地獄」（2012年2月26日、なんばCITY ガレリアコート）※1の再演。初の屋外上演。
5. 「テノヒラサイズの天国と地獄」（2012年5月18日-21日、in→dependent theatre 2nd）※1,4の再演。「LINX'S-04-」での上演。
6. 「テノヒラサイズのコント集 『いきちがい』」[9]（2012年5月29日、千日前TRIBE）※「Ｇ×Ｖ×Ｃ火曜祭Vol.1」での上演。
7. 「テノヒラサイズの天国と地獄」（2012年10月27日-28日、上野ストアハウス）※1,4,5の再演。「LINX'S TOKYO」での上演。
8. 「スイス金鉱3」（2012年12月12日、シアターセブン）※演劇ユニット「スイス銀行」の公演にゲスト出演
9. 「テノヒラサイズの天国と地獄」（2013年11月17日[10]、万博記念公園お祭り広場）※1,4,5,7の再演　ABCラジオまつり内での上演。
10. スイス銀行presents 「関西演劇ドラフト会議」(2016年12月16日、シアターセブン)
11. 大阪御ゑん祭「夫人マクベス」- 起:「万博と網タイツ」（2019年2月21日-27日、大阪市立芸術創造館）
12. 「劇団の先輩」(2024年5月5日、ABCホール)　※20分の短編作「中之島春の文化祭2024」参加作品.

## イベント
1. 「テノヒラサイズのトナカイガリ」（2011年12月7日,14日,1日、シアターカフェNyan）
2. 「テノヒラメソッド①」(2013年9月15日、鶴見区民センター)
3. 「テノヒラメソッド2014春」(2014年4月20日、世界館）
4. 「大豆の丸みに心打たれて生きろ」チケット発売前イベント！(2017年2月13日、シアターセブン BOX3)
5. 「テノヒラ大豆のトナカイ会」～大豆の丸みDVD発売記念クリスマスイベント～ (2017年12月18日、シアターセブン)

## Web動画
- キャンプへGO！（2011年）

## ラジオドラマ
- 「ミミよりドラま」（ラヂオつくば）
  - わたし上京します（2016年8月7日放送、2017年2月13日再放送）
  - 不老不死のクスリ（2016年8月14日放送）
  - 2016年11月7日放送(出演：あだち理絵子、木内義一、湯浅崇、松木賢三、橋爪未萠里《劇団赤鬼》)（再放送：2017年2月13日）
    - ショート・ストーリー：「しばけん」
    - ショート・コント：「なんなん？」×3、「先生と生徒」、「モテたい！」×2、「伝わらん」、「ノーサプライズ」×2、「サプライズ」

## ラジオ
- テノヒラサイズの透明ラジオ[11]（2009年11月29日、KissFM）